# 弗拉基米尔·莫诺马赫

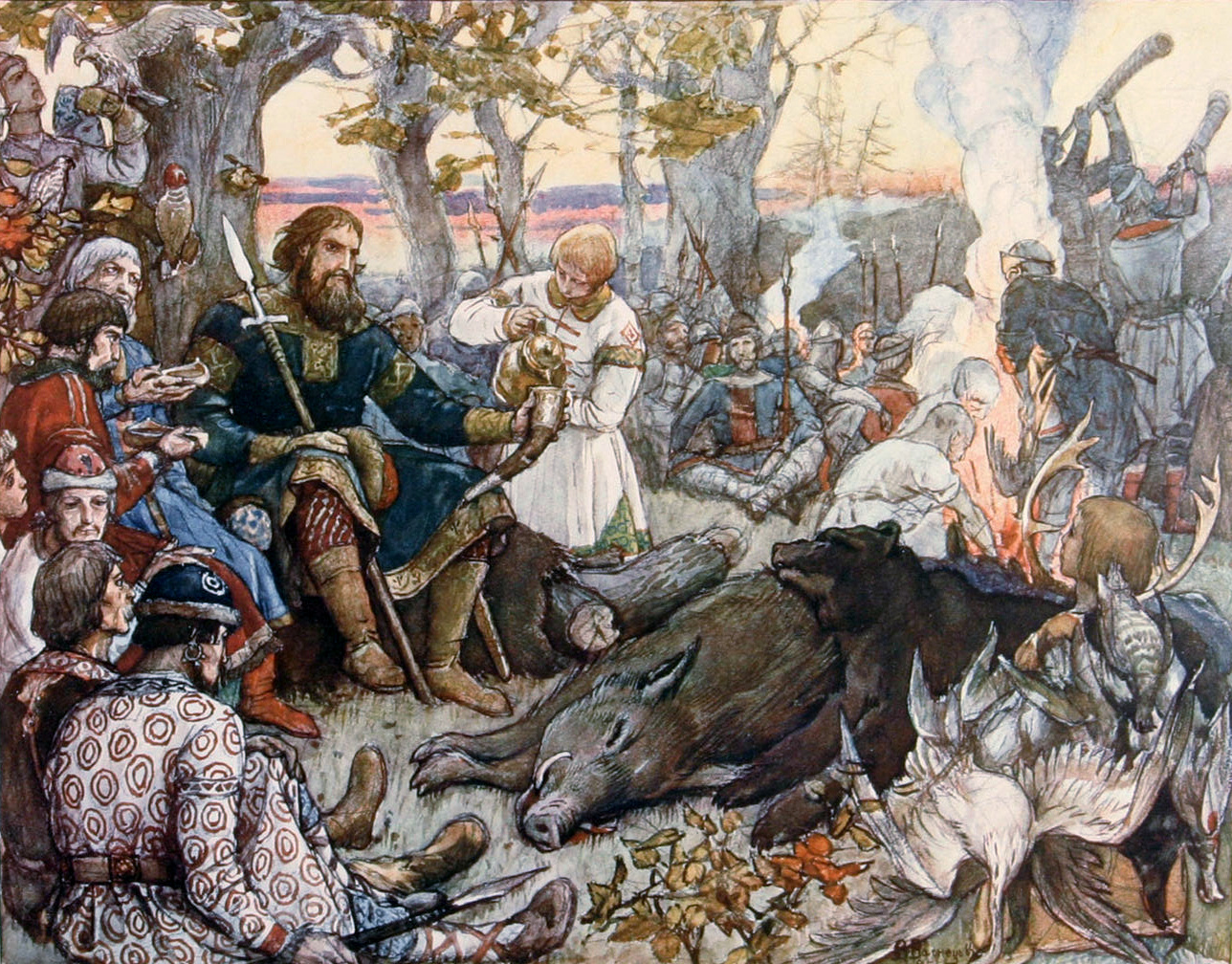
弗拉基米尔·莫诺马赫在狩猎中休息

弗拉基米尔·莫诺马赫 （俄語：Владимир Мономах；真名：弗拉基米尔·弗谢沃洛多维奇，俄語：Влади́мир Все́володович；1053年—1125年5月19日）古罗斯政治家、军事家。他曾当过罗斯托夫王公（1066年—1073年），斯摩棱斯克王公（1073年~1078年），切尔尼戈夫王公（1078年~1094年在位），佩列亚斯拉夫尔王公（1094年~1113年）和基辅大公（1113年~1125年在位）。在位期間一度團結基輔羅斯各公國，向周邊地區出兵，中興了基輔羅斯。在他死後不到二十年，基輔羅斯大分裂，隨即衰落。

## 家世
弗拉基米尔·莫诺马赫是基辅大公弗谢沃洛德一世·雅罗斯拉维奇之子，教名为瓦西里。他的母亲是一位拜占庭公主（皇帝君士坦丁九世之女，名字没有保存下来）；他的外号“莫诺马赫”源自他的外祖父君士坦丁九世的族姓：“Μονομάχος”，意为“单独战斗者”。
从母方来看，弗拉基米尔·莫诺马赫是拜占庭皇族阿格洛斯王朝的后裔，其血统一直可上溯到罗曼努斯一世皇帝和利奥五世皇帝。这层希腊成分对他的性格和后来的对外活动产生了重大影响。

## 早期政治生活
在他的著名的给子孙的家训中，弗拉基米尔·莫诺马赫提到他与波洛韦茨人打了83次仗，又19次和他们媾和。开始他主要是联合他的堂兄弗拉基米尔-沃伦斯基王公奥列格·斯维亚托斯拉维奇与这些草原游牧民族作战。但是在1078年，莫诺马赫的父亲弗谢沃洛德·雅罗斯拉维奇在王公混战中夺取了基辅大公的公位，他随即派儿子去将奥列格（曾经在王公混战中反对过弗谢沃洛德）从盘踞地切尔尼戈夫赶走；于是莫诺马赫与奥列格的友谊便终结了。奥列格转而与波洛韦茨人结盟，希望能夺回这个公国。从那时开始，弗拉基米尔·莫诺马赫与奥列格·斯维亚托斯拉维奇成了死对头。这场战争发展为两家之间的世仇，两人的后代发展为留里克王朝最重要的两个支系：莫诺马霍维奇支系和奥利戈维奇支系。
1094年，弗拉基米尔·莫诺马赫被依靠波洛韦茨人的奥列格·斯维亚托斯拉维奇打败，失去了切尔尼戈夫的公位；从那时开始他的主要地盘是罗斯南部城市佩列亚斯拉夫尔，同时他还控制了罗斯托夫，苏兹达尔和其它一些小公国。他在这些土地上建立了一些新城市，其中包括以他名字命名的弗拉基米尔。由于领地位于南疆，弗拉基米尔·莫诺马赫比任何王公都更经常受到波洛韦茨人的威胁。为了中止王公内讧和共同抗击波洛韦茨人，弗拉基米尔·莫诺马赫牵头召开了三次全罗斯王公大会（1097年、1100年和1103年），这是罗斯历史上的重要事件。在这些大会之后，他组织了几次深入草原的对波洛韦茨人的远征，结果彻底打败了他们，使罗斯暂时免于受到游牧民族的袭击。

## 在基辅的统治
1113年，基辅大公斯维亚托波尔克二世·伊贾斯拉维奇去世。由于斯维亚托波尔克·伊贾斯拉维奇曾囤积食盐抬高盐价，导致民怨沸腾，在他死后基辅立刻发生了人民起义。基辅贵族迫于形势决定邀请弗拉基米尔·莫诺马赫来当大公。弗拉基米尔·莫诺马赫于当年进入基辅，他立刻镇压了起义，然后开始了稳定的统治直到去世。在家训中，莫诺马赫提到了他为了缓和社会矛盾而颁布的一些改革措施（所谓莫诺马赫法令，收于罗斯法典大全）。
大约是由于他的希腊血统的关系，弗拉基米尔·莫诺马赫是当时罗斯王公中最有学问的人。收于拉夫连季耶夫编年史的家训显示，他还具有文学才华。
弗拉基米尔·莫诺马赫于1125年去世。他被安葬在基辅圣索菲亚大教堂。后来的编年史中，往往把他统治的时代说成是基辅罗斯文化最繁荣、国家最强大的黄金时代。俄罗斯和乌克兰的许多传说故事都与他的名字有关，如：拜占庭皇帝君士坦丁九世把许多最珍贵的基督教圣物送给了他的外孙，包括著名的东正教圣像弗拉基米尔圣母像；另一件被说成是君士坦丁九世皇帝赐予的宝物是历代莫斯科大公的王冠：莫诺马赫王冠。

## 家庭
- 妻子：

1. 威塞克斯的吉莎，英格兰公主，约1074年结婚
2. 拜占庭贵族之女，名字不详
3. 波洛韦茨人的公主，名字不详

- 子女：

1. 姆斯季斯拉夫一世·弗拉基米罗维奇
2. 伊贾斯拉夫·弗拉基米罗维奇
3. 斯维亚托斯拉夫·弗拉基米罗维奇
4. 罗曼·弗拉基米罗维奇
5. 亚罗波尔克二世·弗拉基米罗维奇
6. 维亚切斯拉夫·弗拉基米罗维奇
7. 玛丽亚·弗拉基米罗芙娜
8. 叶芙多基娅·弗拉基米罗芙娜
9. 叶菲米娅·弗拉基米罗芙娜
10. 阿加菲娅·弗拉基米罗芙娜
11. 尤里·多尔戈鲁基
12. 安德烈·弗拉基米罗维奇
13. 叶菲米娅

## 资料来源
- 苏联历史百科全书·人物卷，1961~1973

| 弗拉基米尔·莫诺马赫 留里克王朝出生于：1053年逝世於：1125年5月19日 | 弗拉基米尔·莫诺马赫 留里克王朝出生于：1053年逝世於：1125年5月19日 | 弗拉基米尔·莫诺马赫 留里克王朝出生于：1053年逝世於：1125年5月19日 |
| 統治者頭銜                                                        | 統治者頭銜                                                        | 統治者頭銜                                                        |
| ----------------------------------------------------------------- | ----------------------------------------------------------------- | ----------------------------------------------------------------- |
| 前任： 伊戈爾·雅羅斯拉維奇                                        | 斯摩棱斯克王公 1073年－1078年                                     | 繼任： 達維德·斯維亞托斯拉維奇                                    |
| 前任： 鮑里斯·維亞切斯拉維奇                                      | 切爾尼戈夫王公 1078年－1094年                                     | 繼任： 奧列格·斯維亞托斯拉維奇                                    |
| 前任： 羅斯季斯拉夫·弗謝沃洛多維奇                                | 佩列亞斯拉夫王公 1094年－1113年                                   | 繼任： 斯維亞托斯拉夫·弗拉基米羅維奇                              |
| 前任： 斯維亞托波爾克二世                                         | 基輔大公 1113年－1125年                                           | 繼任： 姆斯季斯拉夫大帝                                           |